# Halfgeknotte strandschelp
De halfgeknotte strandschelp (Spisula subtruncata) is een in zee levend tweekleppig weekdier.

## Beschrijving

### Schelpkenmerken

Grijze vorm Linker klep
Grijze vorm Rechter klep

De schelp is min of meer driehoekig van vorm en is aan de ene kant meer afgerond dan aan de andere kant. De umbo ligt ongeveer in het midden. Het afgeplatte gedeelte aan beide kanten van de umbo is waaiervormig gegroefd wat vooral goed te zien is bij verse exemplaren. Deze groefjes vormen een belangrijk onderscheidend kenmerk ten opzichte van verwante soorten.
De schelp is enigszins variabel in vorm en dikte. Dit is waarschijnlijk gerelateerd aan een voorkomen in rustig of in onrustig water. In rustige milieus met een kleiig tot siltige bodem kan de schelp dunner zijn dan in een milieu met meer waterbeweging en een grover bodemsediment.
Het slot is heterodont met cardinale en laterale tanden. De laatste vertonen dwarse groeven (gecrenuleerd) wat Spisula onderscheidt van Mactra die gladde laterale tanden heeft.
De schelp heeft weinig sculptuur en is vrijwel tot geheel glad met uitzondering van de groefjes aan weerszijden van de umbo. Er zijn verder alleen fijne groeilijnen. Verse exemplaren zijn crèmewit of geelwit met een grijsgeel tot donkerbruin periostracum (opperhuid). Oude kleppen op het strand zijn geelbruin, donkerbruin, blauwgrijs of zwart verkleurd.

Spisula subtruncata
Bruine vorm Linker klep
Bruine vorm Rechter klep

- Grijze vorm
Linker klep
- Grijze vorm
Rechter klep

Spisula subtruncata var. triangula
Linker klep
Rechter klep

### Afmetingen
- Lengte: tot 35 millimeter
- Hoogte: tot 25 millimeter

### Habitat en levenswijze
De halfgeknotte strandschelp leeft ingegraven in bodemtypen bestaande uit los sediment variërend van kleiig fijn zand, silt, tot betrekkelijk grof zand. De soort kan al direct beneden de laagwaterlijn gevonden worden en komt voor tot diepten van enkele tientallen meters. Meestal bevindt de soort zich echter in waterdiepten tussen ongeveer 10 en 40 meter. De dichtheid waarin de dieren leven kan zeer hoog zijn: tot 1000 individuen per vierkante meter. Het is daarmee in zandbanken voor de Noordzeekust van Nederland en België vaak de algemeenst voorkomende soort. De halfgeknotte strandschelp is een filtervoeder en haalt het voedsel dus uit de waterkolom.
De dieren kunnen een leeftijd van ongeveer 10 jaar bereiken wat echter lang niet altijd gehaald wordt.
De soort wordt door vissen (o.a. schol) gegeten. Andere predatoren zijn de Tepelhorens die met hun rasptong een rond gaatje in de schelp boren om daarna het slachtoffer door het gaatje leeg te zuigen.

### Areaal
De soort is verspreid in randzeeën van de Oostelijke Atlantische Oceaan van het Noorden van Noorwegen tot aan Marokko en de Canarische Eilanden. Verder voorkomend in de Middellandse- en de Zwarte Zee.
De halfgeknotte strandschelp is samen met de kokkel de meest algemene schelp van de Belgische en Nederlandse stranden. In Zeeland en op de Waddeneilanden komen de kokkel en de halfgeknotte strandschelp ongeveer even veel voor, tussen Hoek van Holland en Den Helder is de halfgeknotte strandschelp verreweg het algemeenst. Schelpenbanken op het strand bestaan soms voor 90 procent uit deze soort.

### Fossiel voorkomen
De halfgeknotte strandschelp komt sinds het Mioceen in alle mariene afzettingen van het Noordzeebekken voor. Er zijn diverse stratigrafische ondersoorten beschreven die niet erg veel van de hoofdvorm verschillen. Dit geldt zeker als de variatie van de moderne soort in beschouwing wordt genomen.
Uit het Eemien werd Spisula hartingi beschreven, maar dit is slechts een vorm van de halfgeknotte strandschelp, mogelijk een misvorming.
De meeste oude en versleten schelpen van deze soort die op het strand zijn aangespoeld hebben een stevige schelp en zijn verkleurd in vele tinten bruin en blauw. Deze schelpen zijn van Holocene ouderdom.
De halfgeknotte strandschelp is zeer algemeen in mariene Holocene lagen die beneden de getijdenzone zijn afgezet. In het kustgebied van West Nederland onderscheidde Lorié (1913) een 'Mactra Fauna' (met Mactra subtruncata, een synoniem van Spisula subtruncata). Deze fauna volgt op zijn 'Cardium Fauna', die aan de basis van de mariene afzettingen van het Holoceen gevonden wordt. Hoewel Lorié erkende dat de fauna verschillen een gevolg van een andere facies was die werd veroorzaakt door een dieper wordende zee, veronderstelde hij ook dat beide fauna's in West Nederland mogelijk van lokaal (tijd)stratigrafisch belang waren.
Spaink (1973) beschreef eveneens een 'Spisula Fauna'. Hij trof die aan in Midden Holocene afzettingen in de Noordzee buiten de huidige kust.

## Verhouding tot de mens

### Etymologie
De soortnaam subtruncata (Latijn) betekent 'half geknot'. Dit verwijst naar de voorzijde van de schelp die stomper ('half geknot') is dan de achterzijde.

### Consumptie en ander gebruik
Vroeger werden schelpen vlak voor het strand met grote hoeveelheden verzameld om er kalk van te branden. Het overgrote deel van de aldus gewonnen schelpen bestond uit de halfgeknotte strandschelp.